# Heinz Grahneis
Heinz Grahneis (* 3. Oktober 1915 in Halle an der Saale; † 14. Dezember 2007) war ein deutscher Mediziner.

## Leben
Heinz Grahneis beendete sein Medizinstudium 1945 und promovierte an der Universität Halle. 1946 wurde er Beauftragter der Landesregierung Sachsen-Anhalts für Seuchenschutz und richtete eine erste Sanitätsstelle in Bad Schmiedeberg ein. Kurzzeitig war er Kreisarzt in Naumburg und wurde 1949 Landeshygienearzt. 1953 wurde er Leiter des Bezirkshygieneinstitutes im neu entstandenen Bezirk Halle. 1961 wurde er an die Deutsche Akademie für Ärztliche Fortbildung berufen und leitete dort den Lehrstuhl Hygiene und Seuchenschutz. Zugleich war er Vorsitzender der Zentralen Fachkommission für Hygiene. 1963 erhielt er einen Lehrauftrag an der Universität Halle und drei Jahre darauf habilitierte er an der Humboldt-Universität zu Berlin mit Medizinische Betrachtung zur Ornithosebekämpfung in der Geflügelwirtschaft und wurde zum Honorarprofessor für Allgemeine und Kommunale Hygiene. Im folgenden Jahr begann er zusätzlich seine Arbeit an Hygieneinstitut der Universität Halle am Lehrstuhl für Allgemeine und Kommunale Hygiene. 1973 erfolgte seine Aufnahme in die Akademie der Wissenschaften der DDR. 1975 wurde er Vertreter der DDR in der World Federation of Public Health Associations. Seine wissenschaftliche Arbeit beschäftigte sich hauptsächlich mit Problemen der angewandten Epidemiologie übertragbarer Krankheiten, der Wasser- und Lufthygiene und der angewandten Immunologie. In Südamerika war er an einem Großfeldversuch zur Prüfung der Effektivität der oralen Typhus- und Masernschutzimpfung beteiligt.

## Werke
- Sarkom-Metastasie[r]ung mit seltener Lokalisation der Tochtergeschwülste, Halle (Saale), 1946
- Hygienisch-epidemiologische Maßnahmen in der Geflügelwirtschaft und in Geflügelschlachtbetrieben zur Bekämpfung der Ornithose bei Menschen, Berlin 1966
- Taschenbuch der Hygiene (Hrsg.), Berlin 1967
- Medizinische Betrachtungen zur Ornithosebekämpfung in der Geflügelwirtschaft , Berlin 1967